# 红翅薮鹛
，是雀形目噪鹛科的一种鸟类。

## 特征
红翅薮鹛体重约49克，翼长约86毫米，嘴峰长约19.3毫米，喙宽度约4.2毫米，喙厚度约5.5毫米，跗蹠长约31.7毫米，尾长约93.2毫米。红翅薮鹛在其分布区内为留鸟，其栖息在密集的灌木丛中，食性为杂食性。

## 亚种
- 红翅薮鹛滇西亚种（学名：L. r. ripponi）。分布于缅甸东部（克钦邦至南掸邦）和泰国西北部直到越南以及中国大陆的云南等地。[4]该物种的模式产地在缅甸掸邦。[5]
- 红翅薮鹛滇东亚种（学名：L. r. wellsi）。分布于中国南部（云南东南部）至老挝北部和北部地区。[4]该物种的模式产地在云南蒙自。[6]